# Sovetskoe (Oblast' di Saratov)
Sovetskoe (in russo Советское?) è un insediamento operaio dell'oblast' di Saratov, in Russia, situato nel distretto Sovetskij. Fu fondato nel 1766 come colonia tedesca di Mariental.
Il villaggio si trova sul fiume Bol'šoj Karaman, 60 km a est di Saratov.